# Sakrakopec
Sakrakopec je místo nedaleko bratislavské městské části Rača patřící do katastru města Svätý Jur. V roce 1966 se zde stala největší letecká tragédie v historii Slovenska i bývalého Československa.

## Pád letadla v roce 1966
24. listopadu 1966 o cca 16:30 se zde zřítilo bulharské letadlo. Na palubě zahynulo všech 82 lidí - 74 cestujících a 8 členů posádky, 63 mužů, 18 žen a třináctiletý chlapec.
Většina cestujících, 37, (mezi nimi otec a syn a také jeden manželský pár) tak i celá posádka letadla (8), byla z Bulharska, ale na palubě byli i občané Maďarska (16), Československa (5, všichni české národnosti), Německa (5), Brazílie (3), Chile (2), Argentiny (1), Hondurasu (1), Japonska (1), Švýcarska (1), Tuniska (1) a Velké Británie (1, Joseph Mark, narozený v roce 1913 v Medzilaborcích).
Letadlo Iljušin Il-18 směřovalo ze Sofie přes Budapešť a Prahu do Berlína, ale pro špatné počasí v Praze se nad Brnem obrátilo a přistálo kolem poledne v Bratislavě na letišti v Ivance pri Dunaji. Po zlepšení povětrnostních podmínek nad Prahou dostalo v 16:20 povolení ke startu. Pár minut nato zachytilo vrcholky stromů a narazilo do Sakrakopce.
"Na místě byli lidé z Rače už půl hodiny po pádu, ale záchranáři přišli až po jedné a půl hodině ..." tvrdí pamětník největší letecké tragédie na Slovensku, Viktor Musil. Svědci tehdy našli oběti zasypané sněhem a rozptýlené v okruhu několika set metrů. Zahynula tam i tehdejší operní hvězda Kaťa Popovová a bulharský velvyslanec v Berlíně Ivan Bačvarov (objevuje se i chybný přepis Byčarov). Právě z důvodu jeho úmrtí se objevila konspirační teorie, že havárii mají na svědomí agenti tajných služeb. Jiná verze dávala tragédii dokonce do souvislosti se zpěvaččinou oslavou (Kateřina měla hned následující den svátek). "Oficiální zpráva vyšetřovací komise jednoznačně neurčila příčinu neštěstí, ale odborníci předpokládali i vysokou turbulenci", vzpomíná pan Musil.

## Připomínka tragédie
Tragédie bulharského letadla rychle upadla do zapomnění. Média tehdejšího komunistického státu neštěstí velmi nerozšiřovala ani později nepřipomínala. Pár měsíců po havárii vysadila skupina nadšenců na místě tragédie 82 bříz. Za každou oběť jednu. Na místě byl postaven dřevěný dvouramenný kříž, na stromě byl vyříznut nápis s počtem obětí, k místu tragédie navigovalo návštěvníky několik do stromů vyřezaných značek.
8. května 2010 spolek Istropolitan postavil na místě neštěstí za účasti pozůstalých obětí a bulharského popa menší kamenný památník se stručným popisem tragédie.
V roce 2011 spolek Istropolitan místo označil značkami z Vajnorské doliny a Bieleho kríže. Podařilo se ho zaznamenat i do více turistických map.
V roce 2012 na místě tragédie přibyla informační tabule, kterou připravil spolek Istropolitan. Obsahuje stručný popis tragédie ve slovenštině, bulharštině a angličtině, technické parametry letadla a kompletní seznam jmen obětí.

## Přehled obětí
| Stát               | Počet obětí |
| ------------------ | ----------- |
| Bulharsko          | 45          |
| Maďarsko           | 16          |
| Československo     | 5           |
| Německo            | 5           |
| Brazílie           | 3           |
| Chile              | 2           |
| Argentina          | 1           |
| Honduras           | 1           |
| Japonsko           | 1           |
| Spojené království | 1           |
| Švýcarsko          | 1           |
| Tunisko            | 1           |
| Celkem             | 82          |

## Fotogalerie

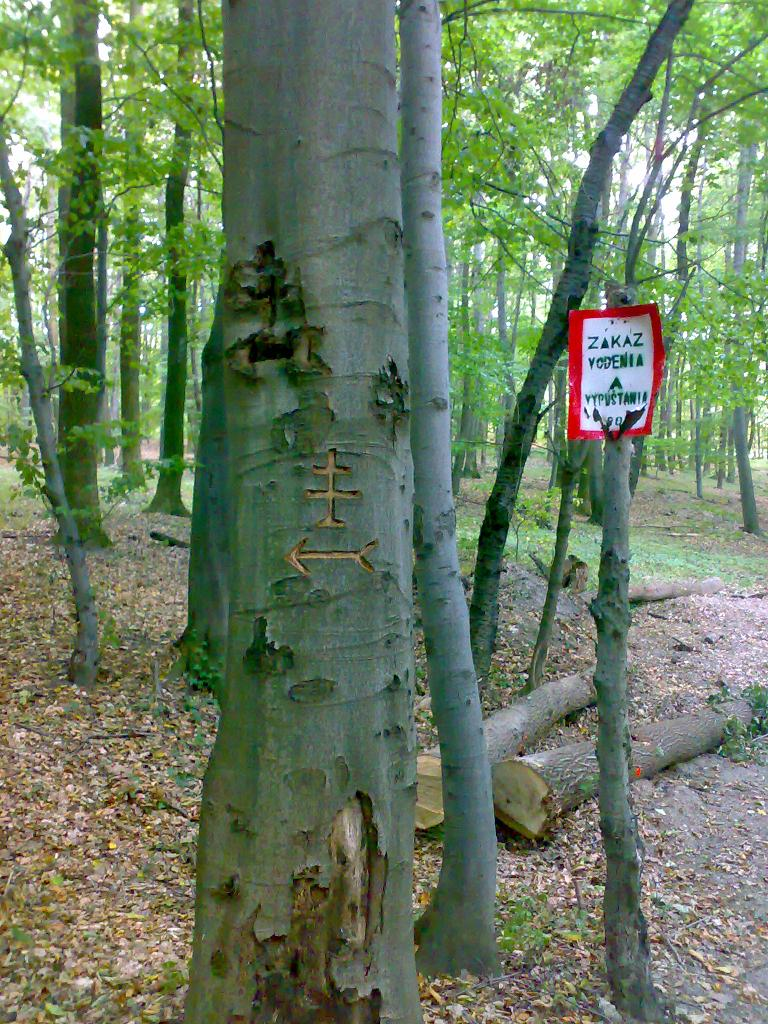
Místo vzdálené 1 km od rozcestí lesních cest
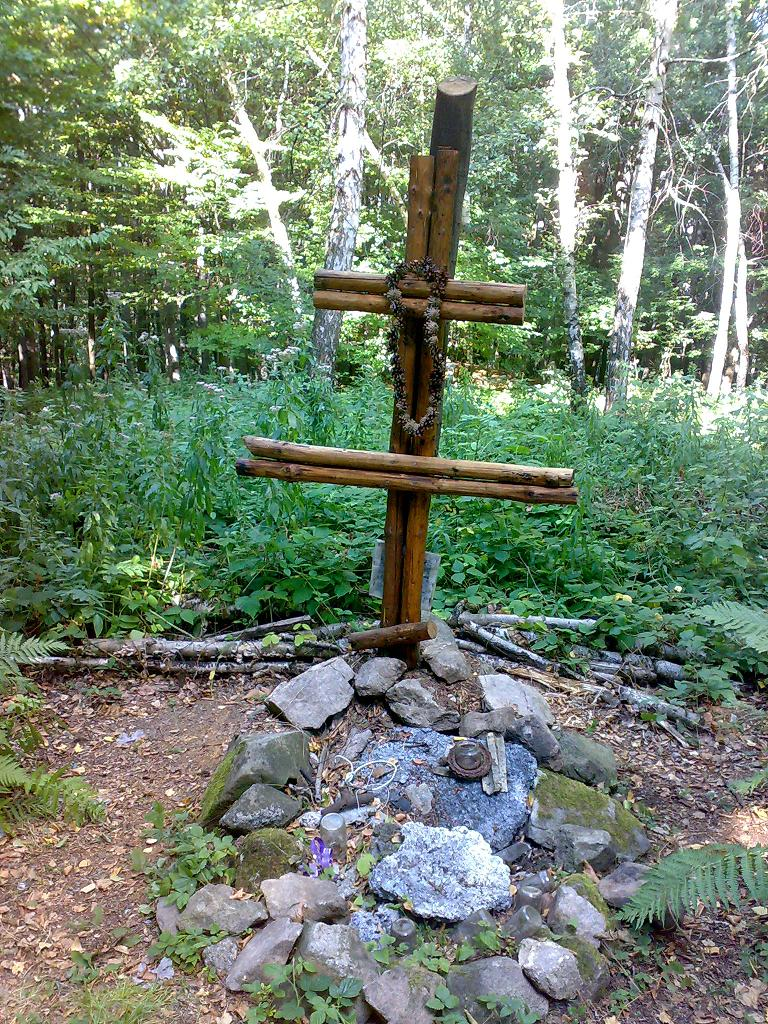
Dřevěný kříž - památka na katastrofu
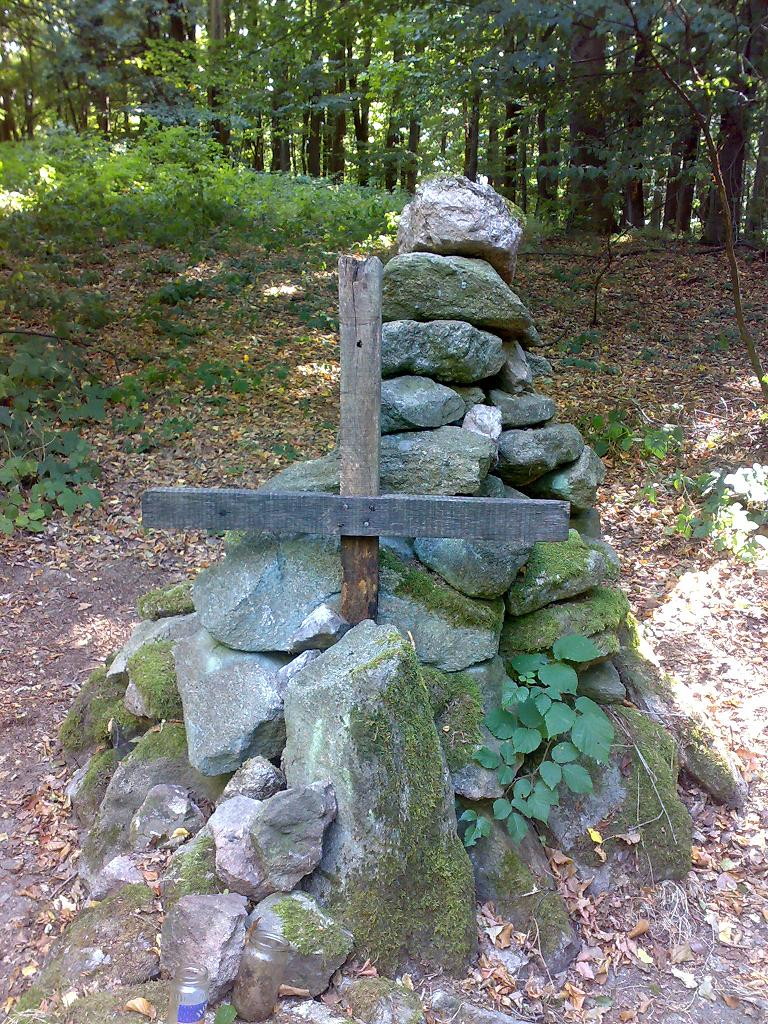
Mohyla na místě tragédie
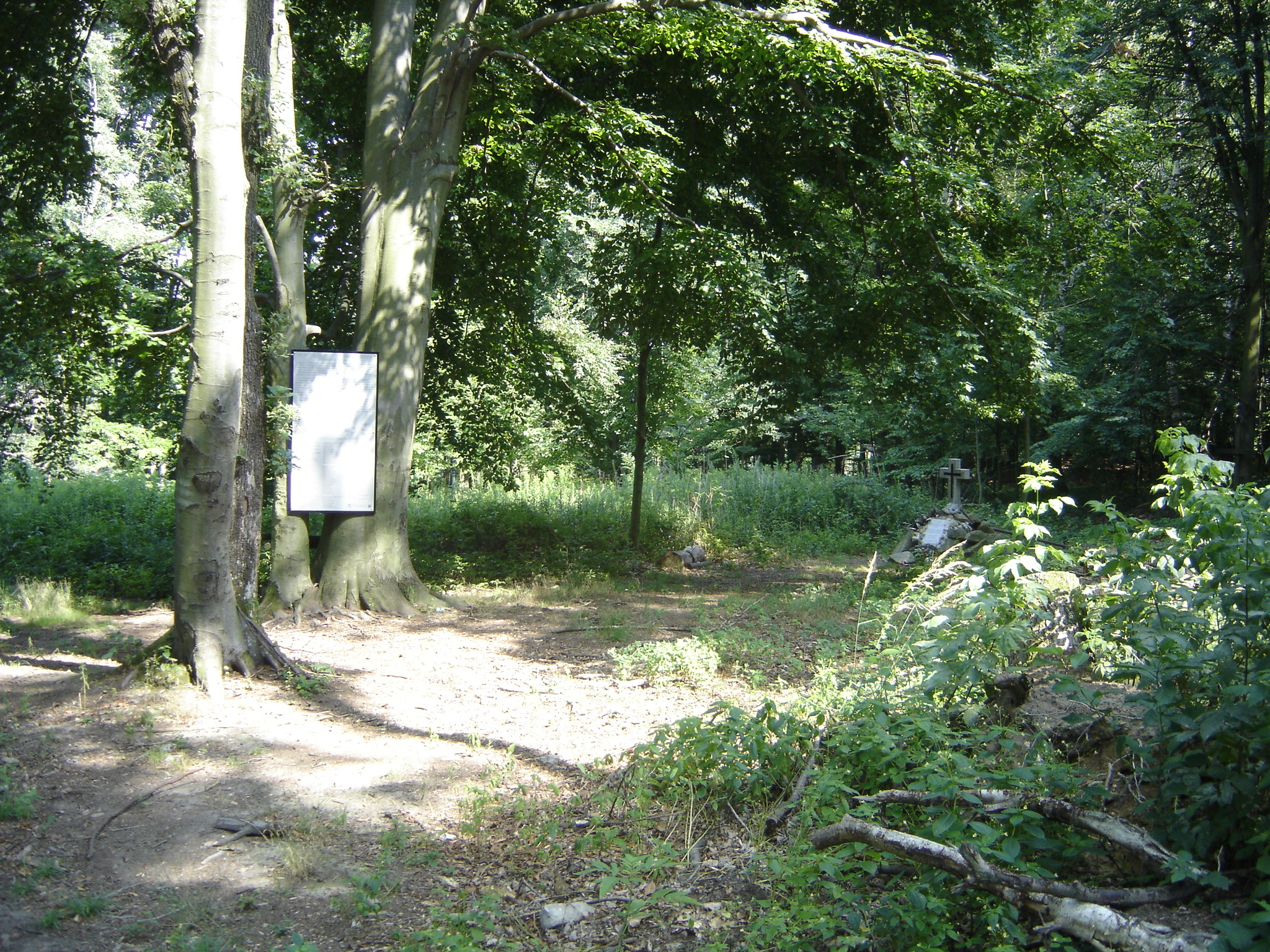
Místo pádu (2012)
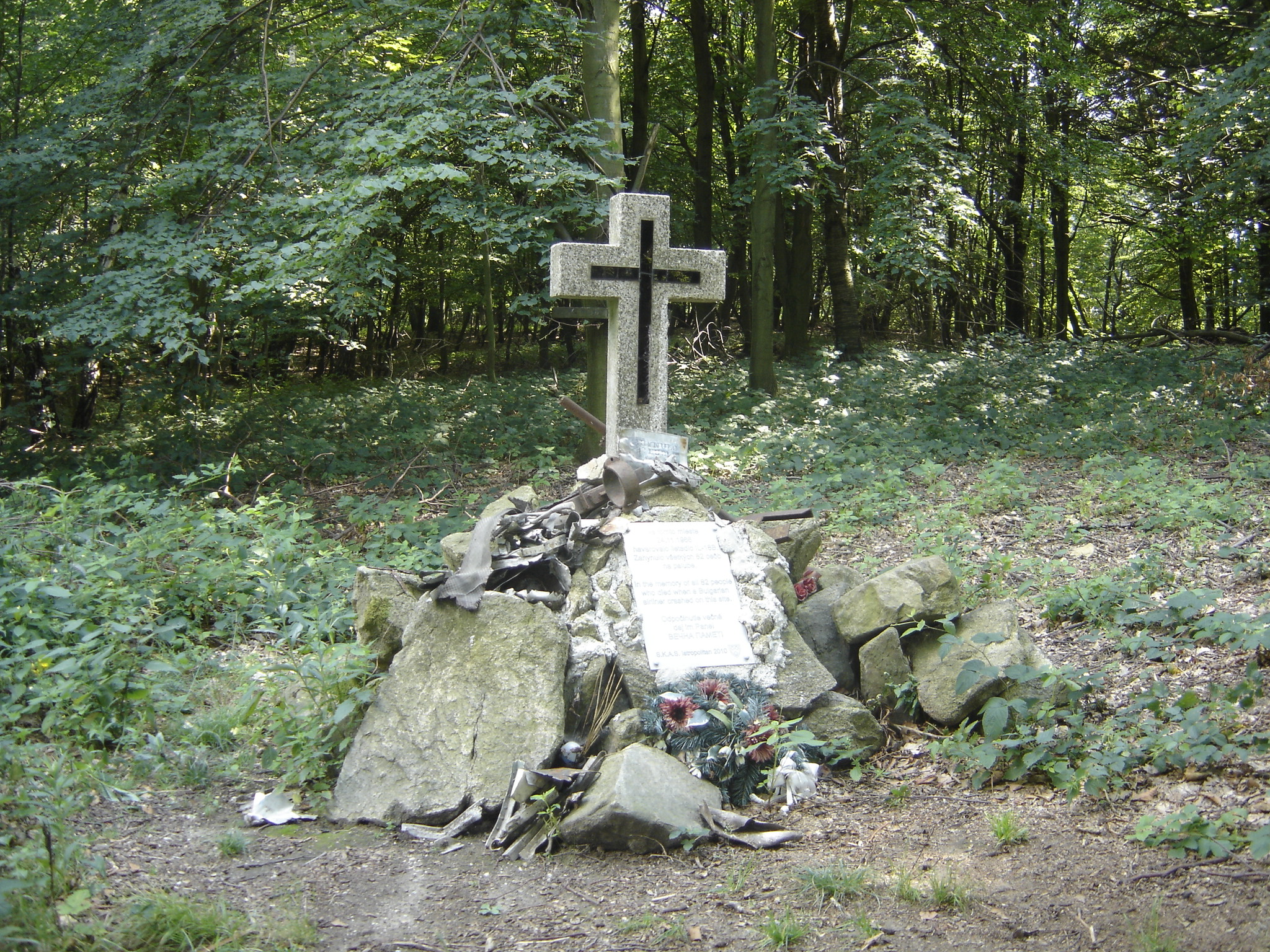
Kříž s tabulí
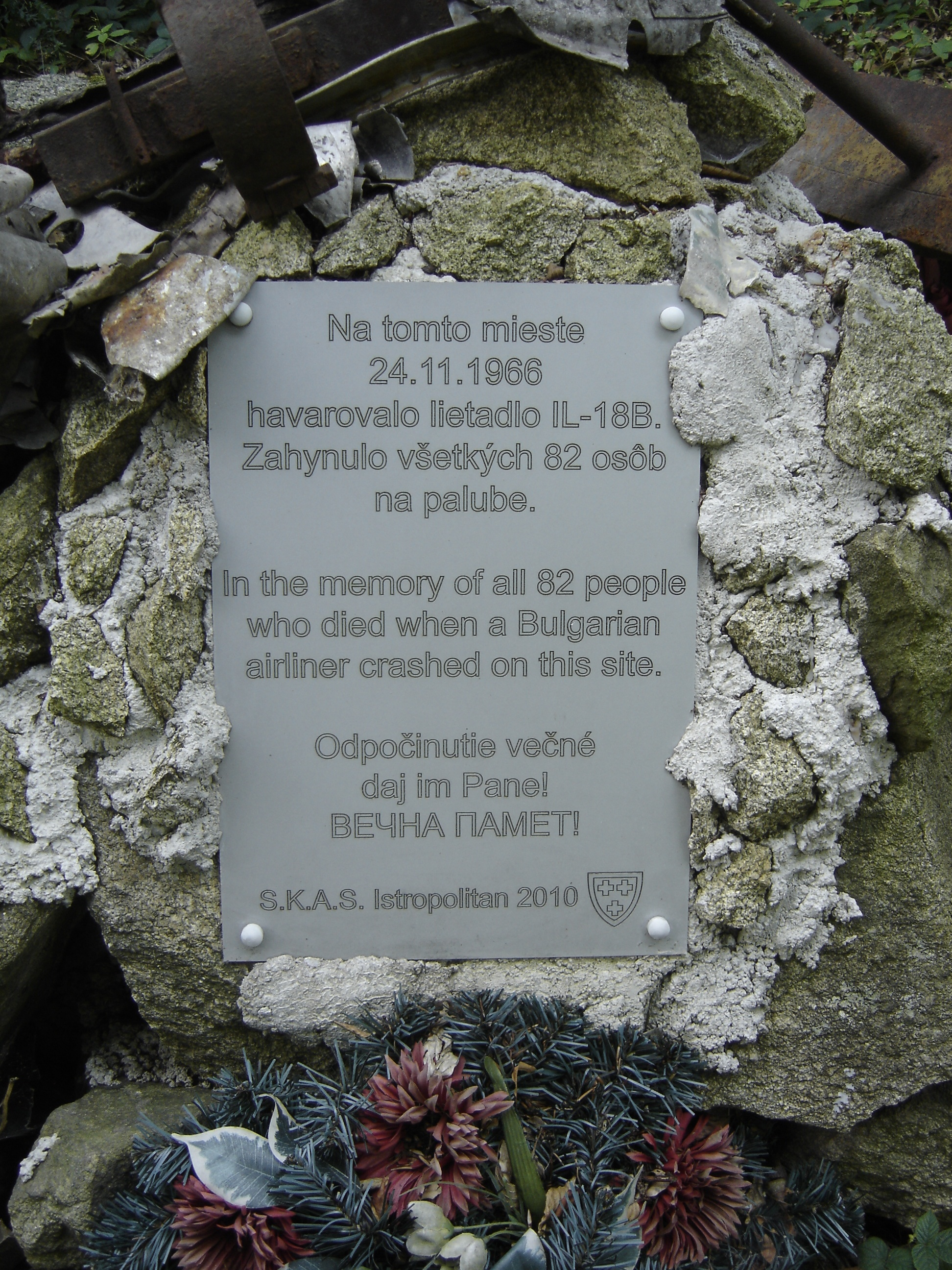
Tabule pod křížem
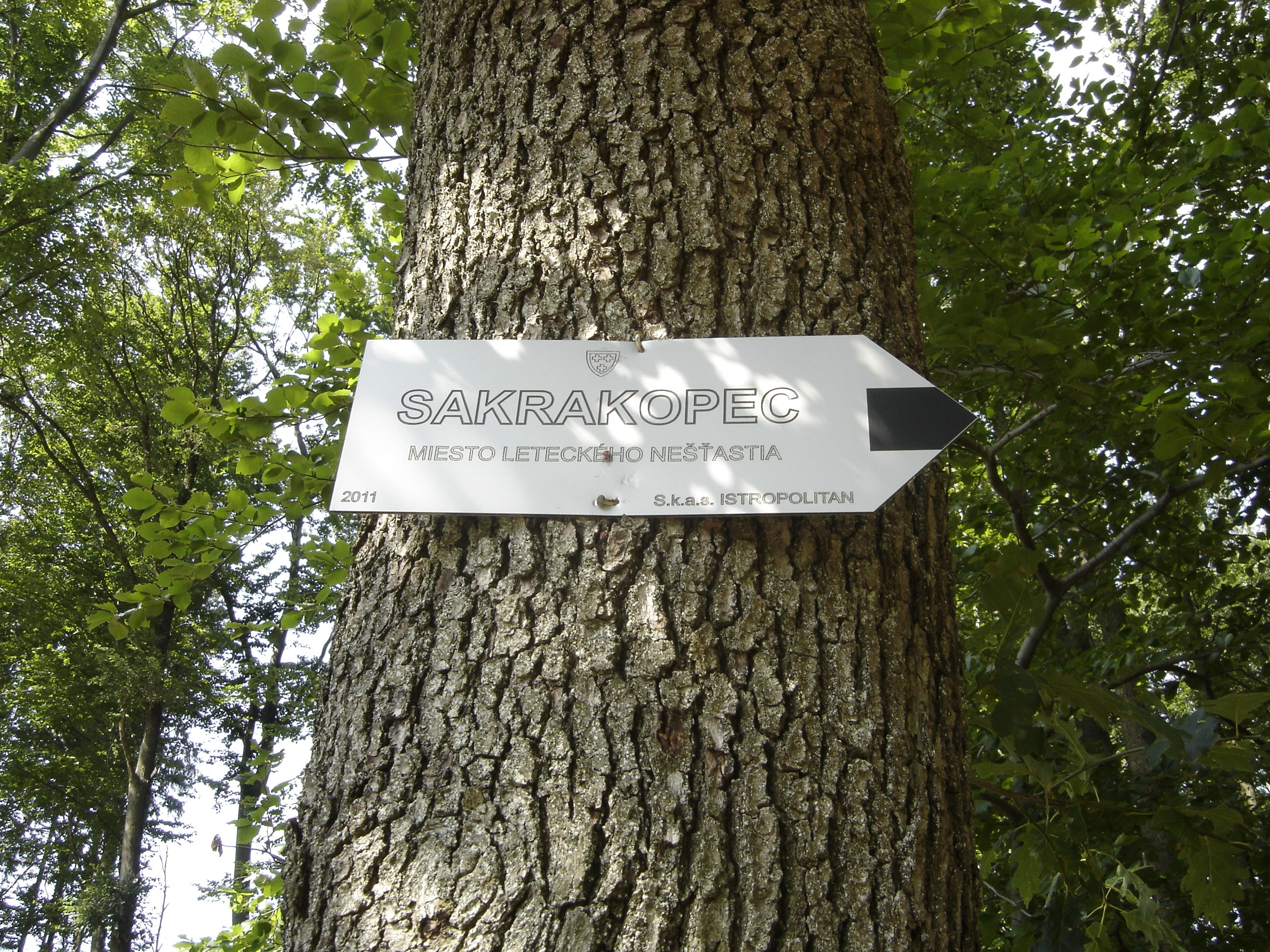
Ukazatel směru k místu pádu